# Mikael Aprahamian
Alain Mikael Aprahamian Bakerdjian (26 de enero de 1988) es un yudoca uruguayo.
Representó a Uruguay en los Juegos Olímpicos de Tokio 2020, donde perdió en 16.º de final de la categoría de hasta 81 kg.
Su hermano Pablo también es judoka 